# Plan B (album)
Pour les articles homonymes, voir Plan B (homonymie).
Albums de Grand Corps Malade

                    Nom Fabien Marsaud
Il nous restera ça
(2015) Mesdames
(2020)
Singles
1. Au feu rouge
Sortie : décembre 2017
2. Plan B
Sortie : 6 janvier 2018
3. Poker
Sortie : juillet 2018

Plan B est le sixième album studio de Grand Corps Malade, sorti le 8 décembre 2017.
Un premier extrait du disque est dévoilé en décembre 2017 Au feu rouge puis le 6 janvier 2018, sort le titre Plan B,.
L'album se classe n°1 des ventes à sa sortie et est disque de platine avec plus de 100 000 exemplaires vendus,.

## Liste des titres
| 1.  | Plan B               |  |
| 2.  | Acouphènes           |  |
| 3.  | Au feu rouge         |  |
| 4.  | Tu peux déjà         |  |
| 5.  | Poker                |  |
| 6.  | La Syllabe au rebond |  |
| 7.  | J'suis pas rentré    |  |
| 8.  | Charades             |  |
| 9.  | Dimanche soir        |  |
| 10. | Mille vies           |  |
| 11. | Le Langage du corps  |  |
| 12. | Patrick              |  |
| 13. | Ensemble             |  |
| 14. | Issam                |  |
| 15. | Espoir adapté        |  |